# Italdesign Aztec
L'Italdesign Aztec è un'autovettura sportiva prodotta dal 1988 al 1992 dallo studio di design italiano Italdesign Giugiaro.

## Descrizione

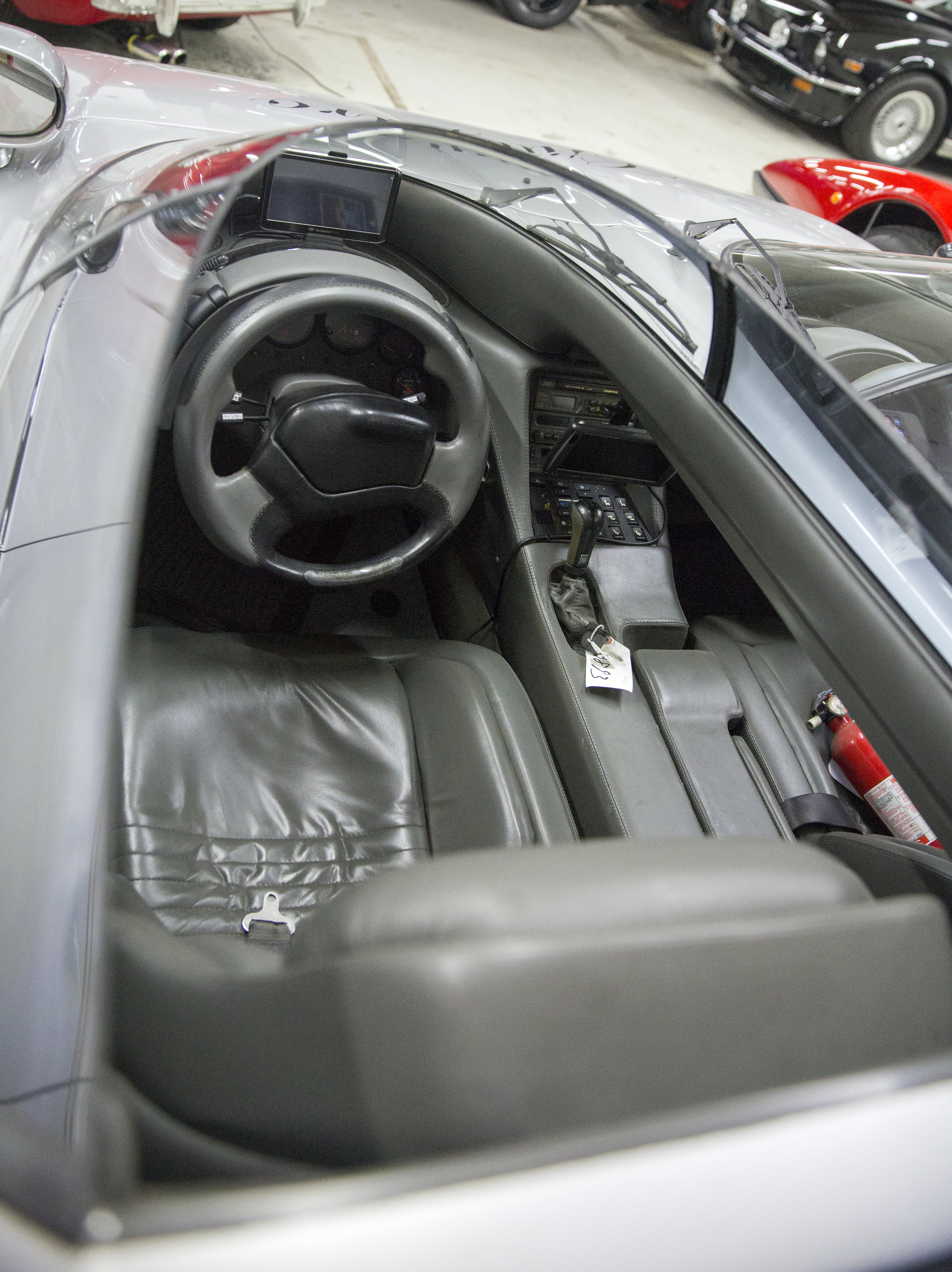
Posto guida

L'Aztec è un'auto sportiva presentata dalla Italdesign al Salone di Torino del 1988, per celebrare il ventesimo anniversario della fondazione dell'azienda. La vettura è caratterizzata per avere un abitacolo biposto, con lo stile della carrozzeria di una roadster, in cui il posto del guidatore e del passeggero erano separati da una traversa del telaio. Sotto il cofano montava un motore di derivazione Audi turbocompresso accoppiato a un sistema di trazione integrale derivato dalla Lancia Delta HF Integrale. 
Il motore era un bialbero con 20 valvole a cinque cilindri in linea di origine Audi, che nell'Aztec produceva circa 200 CV.
All'interno, l'auto era rivesta completamente in pelle e c'era un quadro strumenti separato per il passeggero a forma di volante che mostrava informazioni sull'auto. L'auto era dotata anche di un sistema di navigazione satellitare situato al centro della plancia. Al posteriore vi era un alettone fisso in fibra di carbonio che ottimizzava il carico aerodinamico e un roll-bar.